# سلمون بورتلاند تشيس
سلمون بورتلاند تشيس (بالإنجليزية: Salmon P. Chase) (و. 13 يناير 1808 – 7 مايو 1873 م) هو سياسي، وقاضي من الولايات المتحدة. شغل منصب رئيس القضاة السادس للولايات المتحدة. كما شغل منصب الحاكم الثالث والعشرين لولاية أوهايو، ومثل ولايته في مجلس الشيوخ الأمريكي، وشغل منصب وزير الخزانة الأمريكي الخامس والعشرين.
ولد تشيس في كورنيش، نيوهامشير، ودرس القانون بإشراف النائب العام وليام ويرت قبل أن يؤسس عمله القانوني الخاص في سينسيناتي. وأصبح ناشطا مناهضا للرق وكثيرا ما دافع عن العبيد الهاربين في المحاكم. غادر تشيس حزب الويغ في عام 1841 ليصبح زعيم حزب الحرية في أوهايو. ثم ساعد في تأسيس حزب الأرض الحرة في عام 1848 وطلب من الرئيس السابق مارتن فان بيورين أن يكون المرشح الرئاسي للحزب. فاز تشيس بانتخابات مجلس الشيوخ في العام التالي، وعارض تسوية عام 1850 وقانون كانساس نبراسكا. وفي أعقاب هذا القانون، ساعد تشيس في إنشاء الحزب الجمهوري الذي عارض توسع الرق في الأراضي الغربية. ترك تشيس مجلس الشيوخ، وشغل منصب حاكم ولاية أوهايو من عام 1856 إلى 1860.
سعى تشيس للترشح عن الحزب الجمهوري في الانتخابات الرئاسية عام 1860، ولكن المؤتمر الوطني الجمهوري في تلك السنة رشح أبراهام لينكون. وبعد فوز لينكون بالانتخابات، طلب من تشيس أن يكون وزيرا للخزانة. خدم تشيس في هذا المنصب من عام 1861 إلى 1864، وضمن تمويل الاتحاد بما يكفي من الأموال خلال الحرب الأهلية. استقال تشيس من مجلس الوزراء في يونيو 1864، لكنه احتفظ بدعم الجمهوريين الراديكاليين. وقام لينكون بترشيح تشيس لملء الشواغر في المحكمة العليا بعد وفاة رئيس المحكمة روجر بروك تاني، وذلك لاسترضاء الجمهوريين الراديكاليين.
عمل تشيس رئيسا للقضاة من عام 1864 حتى وفاته في مدينة نيويورك في عام 1873. وترأس محاكمة مجلس الشيوخ للرئيس أندرو جونسون خلال إجراءات سحب الثقة عنه في عام 1868. ورغم مواصلته في العمل بالمحكمة، فقد ظل يتابع عمله السياسي وسعى مجددا للرئاسة. حيث سعى دون نجاح إلى نيل ترشيح الحزب الديمقراطي للرئاسة في عام 1868 والحزب الجمهوري الليبرالي في عام 1872.

## سنوات مبكرة

الختم الشخصيّ

وُلد تشيس في كورنيش، نيو هامشير، في 13 يناير عام 1808، لجانيت رالستون وإيثامار تشيس، الذي تُوفي عام 1817 عندما كان سلمون في التاسعة من عمره. كان جده من ناحية الأب هو المهاجر أكيلا تشيس من كورنوال بإنجلترا، وهو قبطان استقر في نيوبري بولاية ماساتشوستس، نحو عام 1640، بينما كان أجداده من جهة الأم ألكسندر رالستون وجانيت بالوتش اسكتلنديين، من فالكيرك في الأصل. تُركت والدته مع عشرة أطفال وقليل من الموارد ، لذلك عاش سلمون منذ عام 1820 وحتى عام 1824 في أوهايو مع عمه الأسقف فيلاندر تشيس، وهو شخصية قيادية في الكنيسة الأسقفية الأمريكية في ولايات الغرب الأمريكية. كان عضو مجلس الشيوخ دودلي تشيس عن دائرة فيرمونت عمًا آخر.
درس في المدارس المشتركة في وندسور بولاية فيرمونت وورثينغتون وأوهايو، وفي كلية سينسيناتي قبل التحاقه بفئة الناشئين في كلية دارتموث. كان عضوًا في أخوية ألفا دلتا فاي وفاي بيتا كابا، وتخرج من دارتموث بامتياز في عام 1826. أثناء وجوده في كلية دارتموث، درّس في أكاديمية رويالتون في رويالتون، فيرمونت. انتقل تشيس بعد ذلك إلى واشنطن العاصمة، حيث افتتح مدرسة كلاسيكية أثناء دراسة القانون على يد النائب العام الأمريكي ويليام ويرت. قُبل في نقابة المحامين في عام 1829. لا يزال مسقط رأس سلمون بورتلاند تشيس وبيت الطفولة قائمًا في كورنيش، نيو هامشير.

## مسار مهني قانوني وسياسي

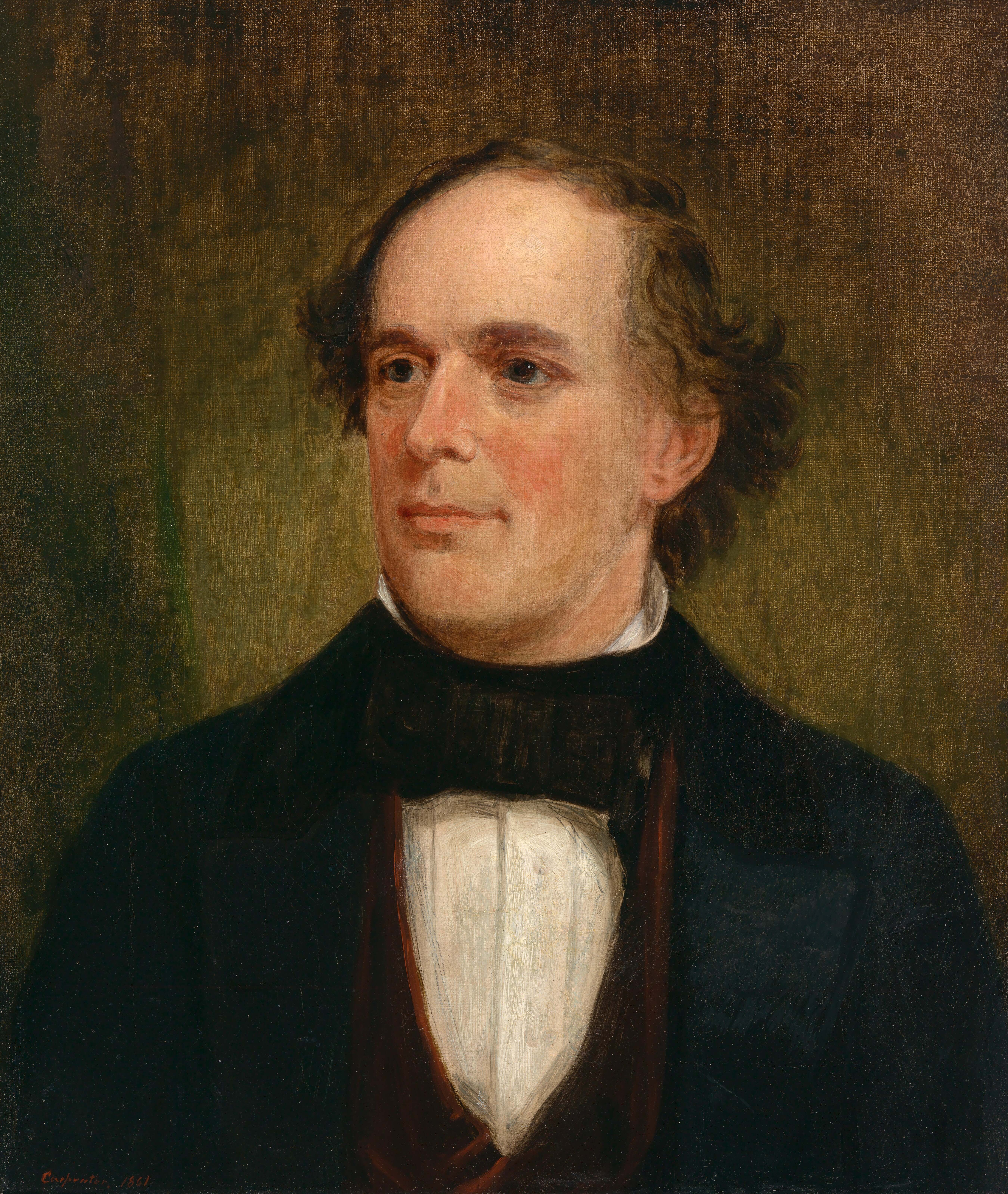
بورتريه سالمون ب. تشيس للفنان فرانسيس بيكنيل كاربنتر

انتقل تشيس إلى منزل ريفي بالقرب من لوفلاند بولاية أوهايو، ومارس القانون في سينسيناتي منذ عام 1830. ارتفع إلى الصدارة لتجميعه الرسمي لقوانين الولاية،التي أبقت لفترة طويلة العمل القياسي في هذا الموضوع.
منذ البداية، على الرغم من المخاطر التي تهدد رزقه، دافع عن الأشخاص الذين فروا من العبودية والذين حاولوا مساعدتهم. أصبح مُكرسًا نفسه بشكل خاص لإلغاء العبودية منذ وفاة زوجته الأولى، كاثرين جين غارميس، في عام 1835، بعد وقت قصير من زفافهما في مارس عام 1834، وهو حدث كان بمثابة صحوة روحية له. عمل في البداية مع اتحاد مدارس الأحد الأمريكية. في الوقت الذي كان فيه الرأي العام في سينسيناتي تُسيطر عليه روابط الأعمال الجنوبية، تأثر تشيس بالأحداث المحلية، بما في ذلك الهجوم على صحافة جيمس جيليسبي  بيرني خلال أحداث الشغب في سينسيناتي عام 1836، ربط نفسه بالحركة المناهضة للعبودية. كان تشيس أيضًا عضوًا في نادي سيمي كولون الأدبي. وكان من بين أعضائها هرييت بيتشر ستو وكالفن إليس ستو. أصبح تشيس زعيم المُصلحين السياسيين، على عكس حركة غاريسون المناصرة للتحرير من العبودية.
في عام 1855 اُنتخب كمحافظ لولاية أوهايو. كان تشيس أول محافظ جمهوري لولاية أوهايو، وعمل منذ عام 1856 وحتى عام 1860، حيث دعم حقوق المرأة والتعليم العام وإصلاح السجون.
سعى تشيس إلى الترشيح عن الحزب الجمهوري للرئاسة في عام 1860. باستثناء ويليام هنري سيوارد، كان تشيس أبرز أعضاء الحزب الجمهوري في البلاد وقام بعمل تجاه العبودية أكثر من أي عضو آخر في الحزب الجمهوري. لكنه عارض« تعريفة الحماية الجمركية»، المُفضلة لدى معظم أعضاء الحزب الجمهوري الآخرين، وأزعج سجله في التعاون مع أعضاء الحزب الديمقراطي الكثير من أعضاء الحزب الجمهوري الذين كانوا في السابق أعضاء في حزب الأحرار البريطاني.
في المؤتمر الوطني الجمهوري عام 1860، حصل على 49 صوتًا في ورقة الاقتراع الأولى، لكنه لم يحظَ بدعم كبير خارج ولاية أوهايو. فاز أبراهام لينكولن بالمنصب، ودعمه تشيس.

## الوفاة

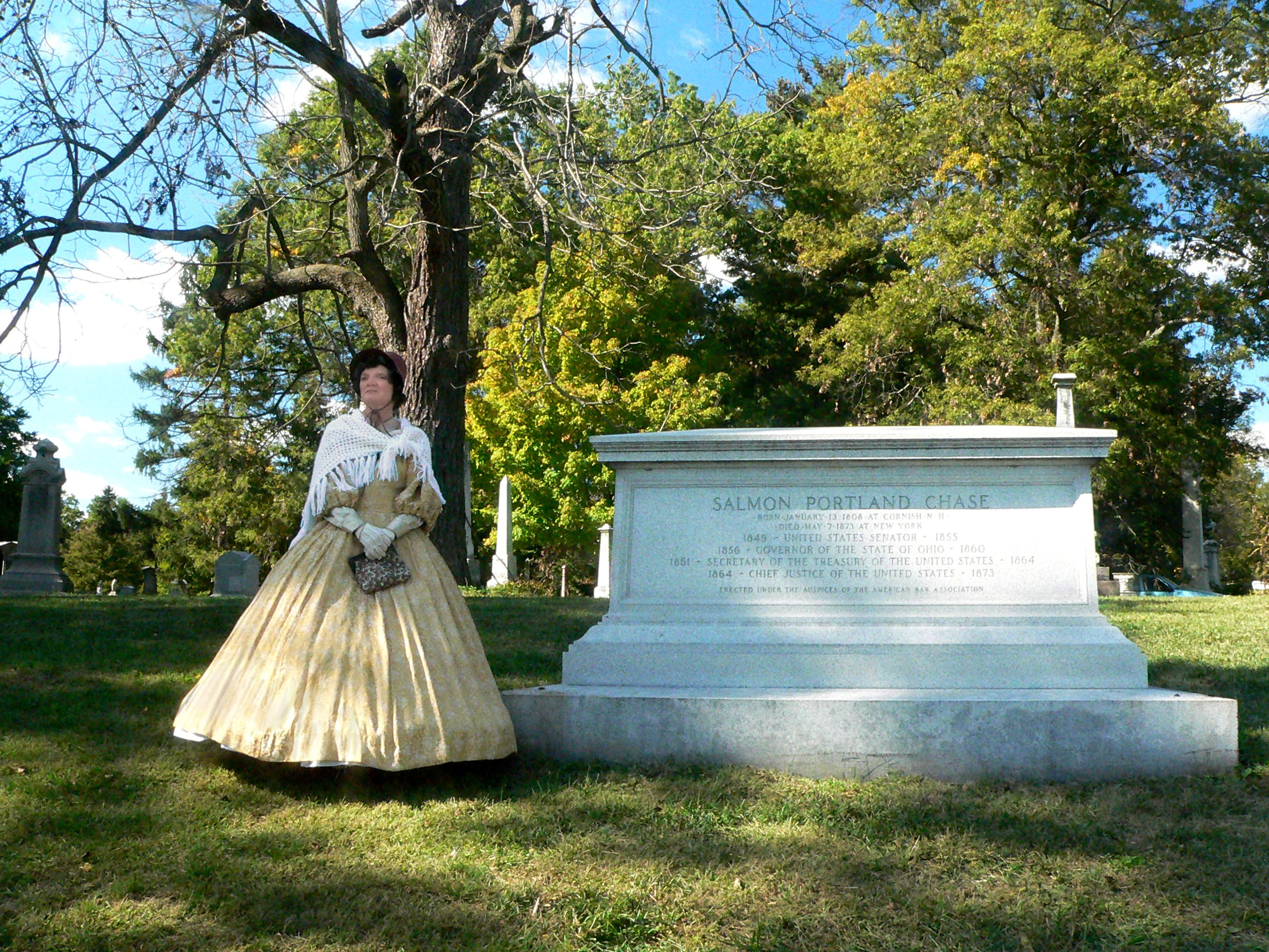
قبر سلمون بي تشيس في مقبرة سبرينغ غروف، سينسيناتي، أوهايو.

تُوفي تشيس بسكتة دماغية في مدينة نيويورك في 7 مايو عام 1873. دُفن رفاته أولًا في مقبرة أوك هيل في واشنطن العاصمة، وأُعيد دفنه في أكتوبر عام 1886 في مقبرة سبرينغ جروف، سينسيناتي ، أوهايو. كان تشيس عضوًا نشطًا في كاتدرائية القديس بولس الأسقفية، سينسيناتي. أُعلن مسقط رأس تشيس في نيو هامشير كمعلم تاريخي وطني في عام 1975

## روابط خارجية
- سلمون بورتلاند تشيس على موقع الموسوعة البريطانية (الإنجليزية)
- سلمون بورتلاند تشيس على موقع إن إن دي بي (الإنجليزية)